# ماربوری در برابر مدیسون
ماربوری در مقابل مدیسون (انگلیسی: Marbury v. Madison)، یک پرونده مهم و تاریخی در تاریخ دادگاه عالی ایالات متحده بود که اصل بازنگری قضایی را در ایالات متحده ایجاد کرد، به این معنی که دادگاه‌های آمریکایی اختیار لغو قوانین و مصوباتی را دارند که آنها را مغایر با قانون اساسی ایالات متحده می‌دانند. تصمیم پرونده ماربوری که در سال ۱۸۰۳ گرفته شد، به عنوان مهم‌ترین تصمیم در قانون اساسی ایالات متحده شناخته می‌شود.  این تصمیم مهم دیوان عالی نشان داد که قانون اساسی ایالات متحده یک بیانیه از اصول و ایده‌های سیاسی نیست بلکه مجموعه‌ای از قوانین واقعی است. این تصمیم به تعریف مرز بین دو نهاد اجرایی و قضائی مجزا از دیگر همکارانش در دولت فدرال کمک کرد.

## زمینه
این پرونده در اوایل سال ۱۸۰۱ به عنوان بخشی از رقابت سیاسی بین رئیس‌جمهور پیشین جان آدامز و رئیس‌جمهور جدید توماس جفرسون آغاز شد. آدامز در انتخابات ریاست جمهوری ۱۸۰۰ ایالات متحده به جفرسون شکست خورده بود. در مارس ۱۸۰۱، تنها دو روز قبل از پایان دوره ریاست جمهوری خود، آدامز ده‌ها نفر از حامیان حزب فدرالیست را به سمت‌های جدید قاضی دادگاه‌های حوزه و قاضی صلح منصوب کرد تا جفرسون و حامیانش را در حزب دموکرات-جمهوری‌خواه دلسرد کند.
اعضای سنای ایالات متحده که در پایان دوره نمایندگی خود در حال ترک سنا بودند، به سرعت انتصابات آدامز را تأیید کردند، اما جان مارشال وزیر خارجه وقت که در حال ترک سمت خود بود، نتوانست تمام کمیسیون‌های قضات جدید را قبل از خروج آدامز و افتتاحیه جفرسون تحویل دهد. جفرسون معتقد بود که کمیسیون‌های تحویل نشده باطل هستند و به وزیر خارجه خود، جیمز مدیسون، دستور داد که آنها را تحویل ندهد. یکی از کمیسیون‌های تحویل نشده متعلق به ویلیام ماربری، یک تاجر مریلند بود که از حامیان سرسخت آدامز و فدرالیست‌ها بود. در اواخر سال ۱۸۰۱، پس از اینکه مدیسون مکرراً از تحویل کمیسیون خود امتناع کرده بود، ماربری شکایتی را در دیوان عالی مطرح کرد و از دادگاه خواست تا دستور قضایی صادر کند تا مدیسون را مجبور به تحویل کمیسیون خود کند.
در نظریه ای که توسط مارشال که تا آن زمان به عنوان رئیس دیوان عالی ایالات متحده منصوب نوشته شد، دیوان عالی حکم کرد که امتناع مدیسون از تحویل کمیسیون ماربری غیرقانونی بوده‌است. دادگاه همچنین حکم کرد که در چنین مواردی معمولاً برای دادگاه مناسب است که به مقام دولتی مربوط دستور دهد تا کمیسیون را تحویل دهد. با این حال، در پرونده ماربری، دادگاه دستور نداد که مدیسون چنین کاری را انجام دهد. با بررسی قانونی که کنگره برای تعریف صلاحیت دیوان عالی در مورد انواع پرونده‌هایی مانند پرونده ماربری تصویب کرده بود - بخش ۱۳ قانون قضایی ۱۷۸۹ - دادگاه تشخیص داد که این قانون تعریف صلاحیت دیوان عالی را فراتر از آنچه در ابتدا در قانون اساسی ایالات متحده بیان شده بود، گسترش داده‌است. سپس دادگاه بخش ۱۳ این قانون را لغو کرد و اعلام کرد که دادگاه‌های آمریکایی حق دارند قوانینی را که مغایر با قانون اساسی می‌دانند، باطل کنند - قدرتی که اکنون به عنوان «بازبینی قضایی» شناخته می‌شود.